# Sergio Camillo Segre
Pour les articles homonymes, voir Segre.
Sergio Camillo Segre, né le 15 septembre 1926 à Turin et mort le 6 avril 2022, est un homme politique et journaliste italien, membre du Parti communiste italien (PCR).
Il a été élu en juin 1979, puis réélu en 1984, député européen.

## Biographie
Sergio Camillo Segre, d'origine juive, subit durant le fascisme, les persécutions dues aux lois raciales et devient un partisan combattant du 22 septembre 1943 jusqu'à la Libération. Devenu journaliste professionnel, il collabore notamment au quotidien national du PCI, L'Unità, à Turin, il devient envoyé spécial en Allemagne de 1952 à 1957 puis rédacteur en chef de Rinascita, puis codirecteur de Stasera et de L'Unità à Rome. En 1966, il remporte le prix Saint-Vincent pour la meilleure enquête journalistique de l'année.
En 1976, il présente à Paris, à l'assemblée de l'Union de l'Europe occidentale, le rapport sur la mise en œuvre de l'Acte final de la CSCE. Il entretient des "relations chaleureuses" avec le responsable à Rome de la CIA Robert Boies, qui lui promet d’œuvrer à Washington pour influencer les diplomates américains "dans le sens d’une meilleure compréhension de la réalité italienne et du rôle positif des communistes".

## Œuvres
- La question allemande,
- Qui a peur de l'eurocommunisme ?,
- De Helsinki à Belgrade.